# Jasper Ridge Biological Preserve
La Jasper Ridge Biological Preserve est une réserve naturelle de 483 hectares située en Californie, aux États-Unis.

## Historique
En 1890 un barrage a été construit, créant le lac Searsville. Ce lac, le barrage Searsville (en) et les terrains environnants ont été acquis par l'université Stanford entre 1892 et 1926.
La Jasper Ridge Biological Preserve a été désignée officiellement réserve biologique en 1973.
Elle est utilisée par des étudiants et des chercheurs qui y conduisent des études sur la biologie, la biodiversité et les effets du changement climatique.

## Description
La réserve fait partie des collines au nord-est des monts Santa Cruz.

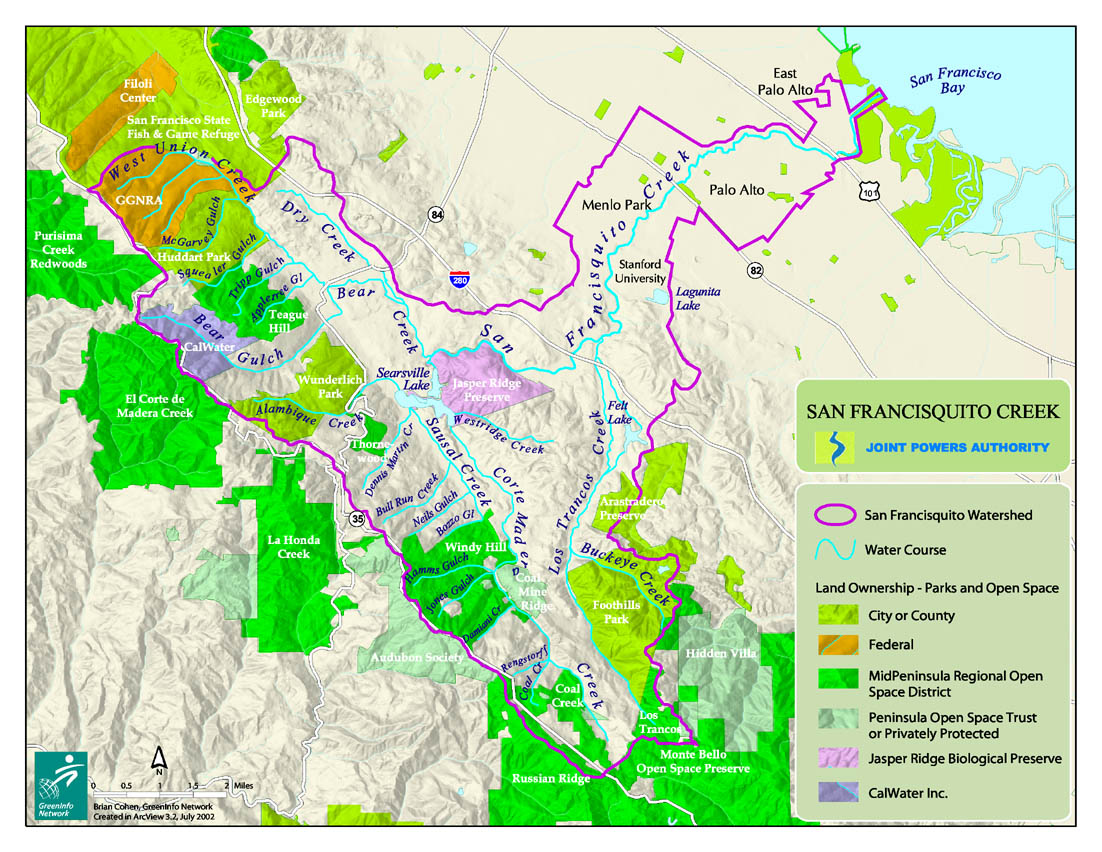
Localisation de la réserve au sud de la baie de San Francisco.
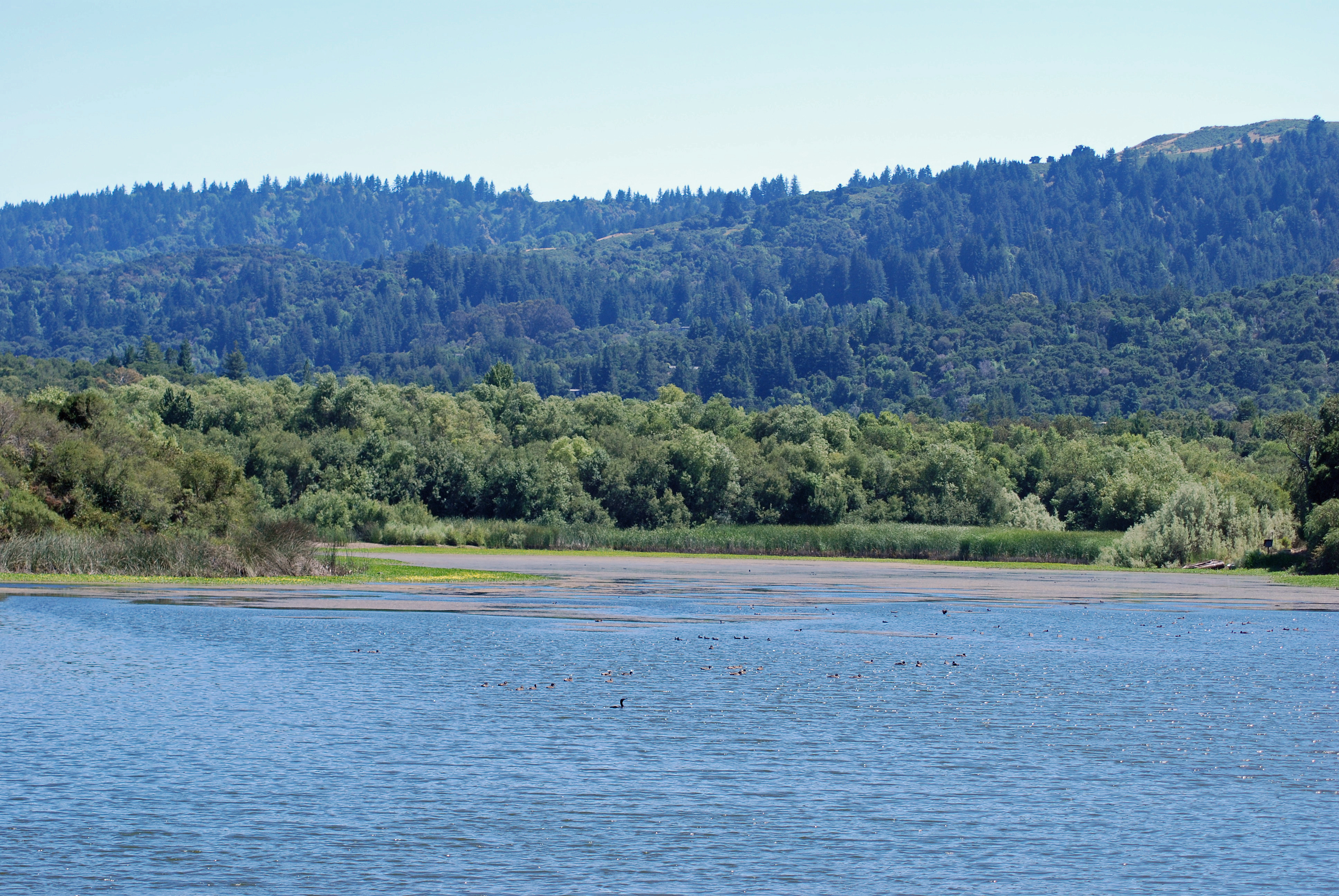
Une partie du lac Searsville et de la réserve naturelle.
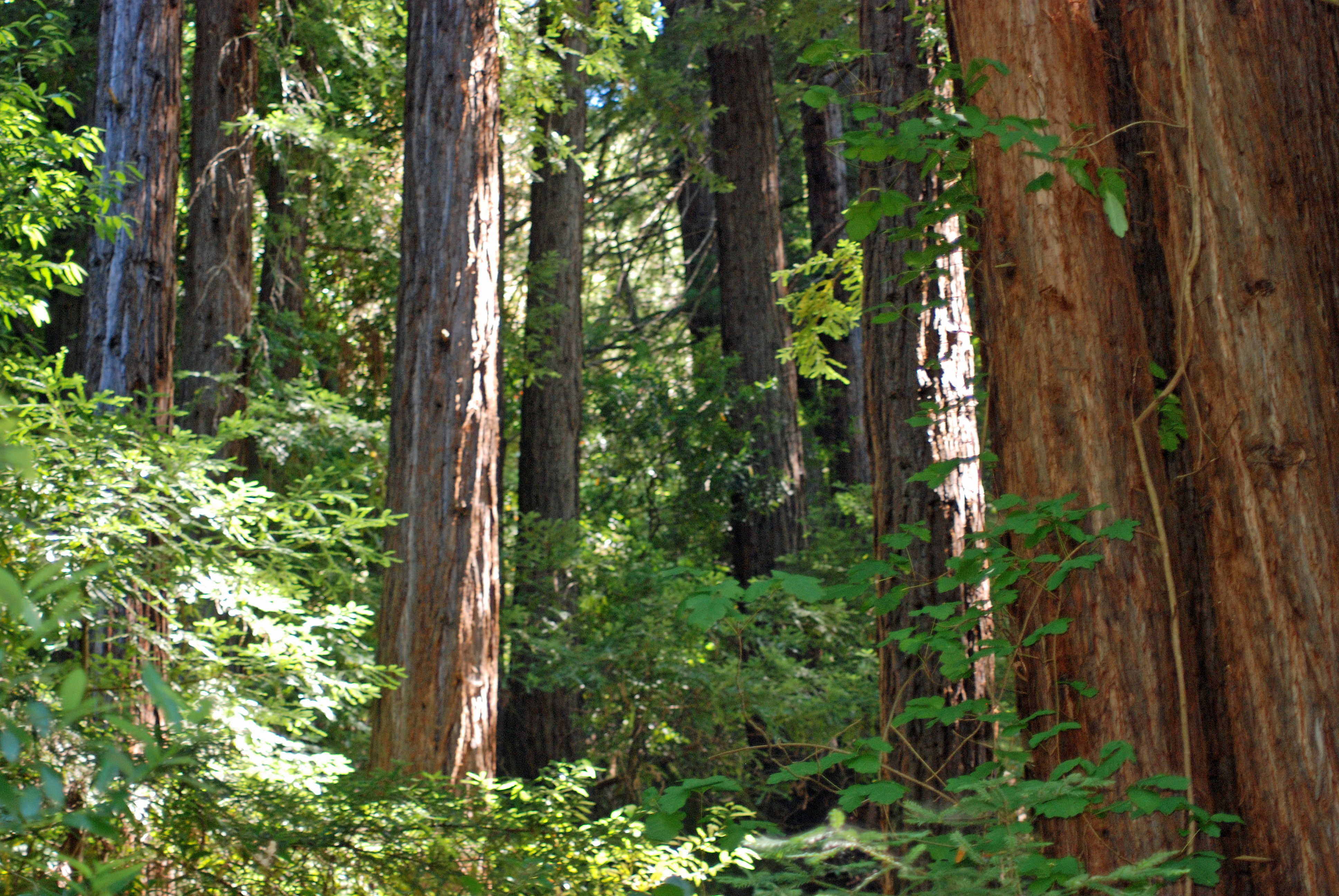
Forêt de sequoias dans la réserve